# Pettiboneia bathyalis
Pettiboneia bathyalis är en ringmaskart som beskrevs av Hillbig och Ruff 1990. Pettiboneia bathyalis ingår i släktet Pettiboneia och familjen Dorvilleidae. Inga underarter finns listade i Catalogue of Life.